# Abraxas semiviolacea
Abraxas semiviolacea là một loài bướm đêm trong họ Geometridae.